# Ratonhnhaké:ton
Ratonhnhaké:ton (theo nghĩa của người da đỏ là "cuộc đời trầy xước", ý chỉ cuộc đấu tranh để tồn tại của anh), được biết đến nhiều hơn với cái tên Connor Kenway, là một Master Assassin của Hội anh em Sát thủ khu vực 13 thuộc địa (the Colonial Brotherhood of Assassins) trong thời kì Cách mạng Mĩ. Sinh trưởng trong bộ tộc Kanien'kehá:ka, anh là một trong những tổ tiên bên nội của Desmond Miles.
Ratonhnhaké:ton là con của Haytham Kenway với Kaniehtí:io, một phụ nữ Kanien'kehá:ka trong ngôi làng Kanatahséton. Năm 1760, khi cậu còn là một đứa trẻ, đã bị tấn công bởi Charles Lee cùng một số Templar khác thuộc Hội Hiệp sĩ dòng Đền (Templar Order) khi họ đang tìm kiếm một ngôi đền của Nền văn minh thứ Nhất (First Civilization), nơi mà bộ lạc Kanien'kehá:ka đang bảo vệ, và mất mẹ sau một thời gian ngắn vì làng bị đốt bởi lực lượng của George Washington. Tuy nhiên, Ratonhnhaké:ton đã nhầm tưởng rằng những Templar phải chịu trách nhiệm cho cuộc tấn công này.
Lớn lên với sự lo ngại về tác động của thế giới bên ngoài vào người dân của bộ lạc, Ratonhnhaké:ton đã gia nhập Hội Sát thủ (The Assassin Order) để ngăn chặn những Templar trở lại (và để thực hiện nhiệm vụ ngăn chặn người ngoài phát hiện ra Ngôi Đền mà bộ tộc của anh phải bảo vệ). Nhận thấy rằng hội Templar đã phát triển mạnh, còn hội Sát thủ thuộc địa bị suy yếu, Ratonhnhaké:ton đã thuyết phục Achilles Davenport huấn luyện anh. Với cái tên "Connor" do Achilles đặt, anh đã hồi sinh Hội bằng cách tuyển dụng những thợ thủ công để cải tạo trại ấp Davenport và con tàu Assassin - tàu Aquila. Sau đó, Robert Faulkner đào tạo anh để trở thành thuyền trưởng của con tàu. Về sau, Ratonhnhaké:ton đã chiêu mộ thêm sáu Assassin nữa vào Hội.
Trong cuộc chiến của anh với phe Templar, Ratonhnhaké:ton đã hỗ trợ những người nổi dậy và bảo vệ George Washington, vô tình đã trở thành một nhân vật quan trọng trong Cách mạng Mĩ. Tuy nhiên, anh đã có ý định hòa giải với cha mình, trở thành người đầu tiên có ý định đoàn kết giữa Templar và Assassin, bất chấp lời cảnh báo của Achilles về sự vô ích khi thống nhất triết lý của cả Assassin và Templar.
Sau khi biết rằng Washington, không phải Lee, là người đã đốt cháy ngôi làng của mình những năm về trước, Ratonhnhaké:ton cảm thấy thất vọng với cuộc cách mạng, nhưng vẫn tiếp tục sử dụng họ để hỗ trợ trong cuộc chiến chống lại Templar.

## Tiểu sử

### Cuộc sống ban đầu
Ratonhnhaké:ton chào đời ở ngôi làng Kanatahséton, chín tháng sau khi mối quan hệ của mẹ cậu, Kaniehtí:io, đột ngột chấm dứt mối quan hệ với Haytham. Tuổi thơ của cậu gắn liền với những người bạn thuở nhỏ ở làng này, trong đó có Kanen'tó:kon, người bạn thân của cậu về sau.
Khi bốn tuổi, cậu cùng với những người bạn nhỏ của mình đã mạnh dạn ra khỏi làng để chơi trốn tìm. Trong khi chơi lượt trốn của mình, Ratonhnhaké:ton đã bị tấn công bởi một nhóm các Templar, những người đang đi tìm khu đền của "Những người đến trước" (tạm dịch: Precursor site) được đồn đại là ở gần Kanatahséton. Mặc dù bị túm cổ, Ratonhnhaké:ton vẫn ngang ngạnh yêu cầu được biết tên của người dẫn đầu trong nhóm Templar, và Charles Lee đã trả lời, rồi thích thú hỏi lý do tại sao cậu lại muốn biết. Ratonhnhaké:ton đã trả lời rằng để sau này cậu tìm Lee, nhưng những Templar có vẻ coi thường lời tuyên bố đó.
Thấy sự vô ích với mục tiêu của mình, các Templar đã đánh Ratonhnhaké:ton bất tỉnh. Cậu tỉnh dậy và thấy làng của mình bị cháy. Sau khi băng qua đám lửa, cậu thấy mẹ mình bị trọng thương. Kaniehtí:io đã yêu cầu con trai bà không được cứu mình vì quá nguy hiểm, nhưng Ratonhnhaké:ton đã bỏ ngoài tai những lời cảnh báo đó, nỗ lực cứu mẹ trong vô vọng. Sau đó, một người đàn ông Kanien'kehá:ka đã lôi cậu ra trước khi căn nhà đổ sập xuống. Sự kiện này khiến Ratonhnhaké:ton lầm tưởng rằng Lee và các Templar đi cùng phải chịu trách nhiệm cho việc đốt phá Kanatahséton, với niềm tin mạnh mẽ rằng ngọn lửa đã cướp đi người mẹ của anh, sau này đã thôi thúc Ratonhnhaké:ton tự đặt nghĩa vụ của mình vào việc đi tìm lại công bằng cho dân tộc của mình và chiến đấu chống bạo ngược ở bất cứ nơi nào anh đi qua.

#### Gia nhập Hội Sát thủ
Ratonhnhaké:ton vẫn ở lại làng của mình cho đến năm 1769, nhưng luôn luôn tự hỏi lý do tại sao người dân của mình không được phép rời khỏi thung lũng mà họ sinh sống. Khi anh 13 tuổi, cuối cùng anh đạt được một số câu trả lời từ già làng là Oiá:ner, người đã gặp riêng anh để giải thích. Bà đã đưa cho anh một quả cầu Pha lê và giải thích với anh rằng dân tộc của họ có nhiệm vụ phải bảo vệ bí mật trên lãnh thổ của mình, mà sau này Ratonhnhaké:ton đã coi đó là một nghĩa vụ. Trong khi giữ Piece of Eden, anh nghe thấy tiếng nói của Juno và thấy mình đứng trong Nexus. Juno đưa anh đến "Spirit Journey" (tạm dịch: Hành trình của linh hồn) dưới hình dáng của một con đại bàng trong khung cảnh mờ sương.